# Dragan Adžić
Dragan Adžić (Berane, 1969. december 13. –) montenegrói kézilabdázó, edző. Jelenleg a szlovén női válogatott szövetségi kapitánya és a Mosonmagyaróvári KC vezetőedzője.

## Pályafutása

### Játékosként
Játékos pályafutása során az MRK Budućnost Podgorica, a Rudar, az Epoksid, az RK Buje 53, a Borec, a Mladost és a Rimako csapatában kézilabdázott.

### Edzőként
Visszavonulása után a Budućnostnál az utánpótlásban vállalt szerepet és a különböző korosztályos csapatokat irányította, majd a felnőtt csapat mellett is segédedzői feladatot kapott. 2001 és 2009 között volt tagja a csapat edzői stábjának, majd 2010-ben átvette a csapat irányítását. Vezetése alatt a Budućnost 2010-ben megnyerte a Kupagyőztesek Európa-kupáját, 2012-ben és 2015-ben a Bajnokok Ligáját és minden évben bajnoki címet, illetve kupagyőzelmet ünnepelhetett a hazai versenysorozatokban. 2022 nyara és 2024 novembere között a szlovén RK Krim Ljubljana vezetőedzője volt, két bajnoki címet nyert a csapattal.
2010-ben nevezték ki a montenegrói női válogatott szövetségi kapitányának. Ugyanebben az évben bronzérmes volt a korosztályos válogatottal a junior világbajnokságon. Az ő vezetésével érte el a nem sokkal korábban függetlenedő állam legnagyobb kézilabdasikereit, amikor 2012-ben ezüstérmet nyert a londoni olimpián, majd aranyérmet az év végi Európa-bajnokságon. A 2016-os olimpia után bejelentette távozását a nemzeti csapat éléről, majd mégis meghosszabbította szerződését a szövetség vezetőivel és 2017 novemberéig irányította a csapatot.

## Sikerei, díjai

### Edzőként
Montenegró
- 2012-es olimpiai játékok, London – 2. hely
- 2012-es Európa-bajnokság - 1. hely

Budućnost Podgorica
- Bajnokok Ligája-győztes: 2012, 2015
- Kupagyőztesek Európa-kupája-győztes: 2010
- Montenegrói bajnok: 2010, 2011, 2012, 2013, 2014, 2015, 2016, 2017, 2018, 2019
- Montenegrói Kupa-győztes: 2010, 2011, 2012, 2013, 2014, 2015, 2016, 2017, 2018, 2019
- A regionális Balkán-liga győztese: 2010, 2011, 2012, 2013, 2014, 2015, 2016, 2019

RK Krim Ljubljana
- Szlovén bajnok: 2023, 2024